# Leienhöhe
Die Hofschaft Leienhöhe ist ein Ortsteil der Gemeinde Lindlar, Oberbergischen Kreis im Regierungsbezirk Köln in Nordrhein-Westfalen (Deutschland).

## Lage und Beschreibung
Leienhöhe liegt im westlichen Lindlar, südwestlich des größeren Ortsteils Schmitzhöhe. Der Ort liegt etwa 12 Kilometer von Lindlar entfernt.

## Geschichte
1550 wurde die Hofschaft als „Dat guit zur Hoe“ erwähnt.
Aufgrund § 10 und § 14 des Köln-Gesetzes wurde 1975 die Gemeinde Hohkeppel aufgelöst und umfangreiche Teile ihrer Gemeindefläche nach Lindlar eingemeindet, darunter auch Leienhöhe.